# Sword Art Online
Sword Art Online (japonsky ソードアート・オンライン, Sódo Áto Onrain) je japonská sci-fi série light novel od spisovatele Rekiho Kawahary, kterou ilustruje abec. Série se odehrává v blízké budoucnosti a zaměřuje se na hlavní protagonisty, kteří se jmenují Kazuto „Kirito“ Kirigaja a Asuna Júki. Spolu hrají v různých virtuálních MMORPG světech. Kawahara psal původně sérii ve formě internetového románu, kterou vydával na svém webu od roku 2002 do roku 2008. Od dubna 2009 ji vydává nakladatelství ASCII Media Works pod svou značkou Dengeki Bunko jako light novely. Spin-off série Sword Art Online: Progressive je publikována od října 2012. Vzniklo také deset mang, jež publikovaly ASCII Media Works a Kadokawa. Light novely a sedm mang bylo v Severní Americe licencováno nakladatelstvím Yen Press.
Televizní anime seriál Sword Art Online produkovaný studiem A-1 Pictures byl v Japonsku premiérově vysílán od července do prosince 2012. Speciální díl Sword Art Online: Extra Edition měl premiéru 31. prosince 2013. Druhá řada seriálu, Sword Art Online II, byla vysílána mezi červencem a prosincem 2014. Animovaný film pojmenovaný Sword Art Online The Movie: Ordinal Scale zaměřující se na původní příběh od Kawaharyho měl premiéru 18. února 2017 v Japonsku a jihovýchodní Asii; do amerických kin byl uveden 9. března 2017. Anime spin-off s názvem Sword Art Online Alternative: Gun Gale Online měl premiéru v dubnu 2018. Třetí řada seriálu Sword Art Online: Alicization byla vysílána od října 2018 do září 2020. Anime film Sword Art Online: Progressive the Movie – Hoši naki joru no Aria by měl mít premiéru 30. října 2021. Hraný seriál by měl být produkován Netflixem. Podle série vzniklo šestnáct videoher, které byly vydány na několika platformách.
Sword Art Online je komerčně úspěšnou sérií, která celosvětově prodala více než 26 milionů výtisků. Získala také dobré recenze, které chválily zejména pozdější příběhové oblouky. Další série, jako je například Progressive, byly ceněny od začátku. Anime seriál získal smíšené až pozitivní kritiky; kritici chválili zejména animaci, hudbu a psychologické aspekty virtuální reality, kritizovali však rychlost vyprávění a scénář.

## Děj

### Zasazení
V sérii light novel se objevuje několik virtuálních světů. První videohrou se stalo Sword Art Online (SAO), jenž je zasazeno ve světe s názvem Aincrad. Každý z těchto světů je vytvořen na herním enginu zvaném World Seed, který byl původně zkonstruován pro svět SAO Akihikou Kajabou. Kód enginu byl později zduplikován a použit k vytvoření světa ALfheim Online (ALO). Nakonec byl Kiritem zveřejněn na internetu, jemuž se tím podařilo oživit průmysl zabývající se virtuální realitou. Třetí svět je známý jako Gun Gale Online (GGO) a poprvé se objevil ve třetím obloukovém příběhu. Žánrově se jedná o FPS, nikoliv o RPG jako u původních světů, a odehrává se v něm spin-off Alternative Gun Gale Online. Videohru vytvořila pomocí World Seedu americká společnost. Čtvrtým světem se ve čtvrtém příběhovém oblouku stal Underworld (UW). Byl také založen s pomocí World Seedu, na rozdíl od ostatních však díky vládnímu financování působí stejně realisticky jako skutečný svět.

### Příběh
V roce 2022 vyšlo první MMORPG ve virtuální realitě (VRMMORPG) s názvem Sword Art Online (SAO). Do hry se lze připojit pomocí speciálního zařízení zvaném NerveGear, helmou, která zachycuje nervové podněty v mozku hráče. Pomocí ní mohou hráči ovládat ve hře své postavy. Hra a NerveGear byly vynalezeny tentýž člověkem, Akihiko Kajabou.
Dne 6. listopadu se do hry připojí první hráči, vzápětí však zjistí, že se z ní nemohou odhlásit. Zjeví se v ní Kajaba, od kterého se dozvídají, že pokud chtějí ze hry odejít, musí projít všech sto pater Aincradu, železné věže, ve které je hra zasazena. Taktéž jim sděluje, že ti, kdo zemřou ve hře nebo jim bude silou odebrán NerveGear, zemřou i v reálném životě.
Hlavní postavou příběhu je chlapec jménem Kirigaja „Kirito“ Kazuto, který je jedním z původní tisícovky hráčů uzavřené bety. Se zkušenostmi z předchozí hraní VR her a touhou chránit ostatní beta testery před diskriminací se rozhodne nepřipojit do žádné ze skupin. Celou hru hraje sám a je nazýván „beaterem“, což je označení vzniklé smíšením „beta testera“ a „cheatera". Jak hra pokračuje, Kirito se seznamuje s mladou dívku jménem Asuna Júki, zprvu se s ní spřátelí a poté i ožení. Poté, co společně odhalí, pod jakým účtem se skrývá Kajaba, který ve hře hrál vůdce cechu, do kterého se Asuna připojila, se s ním rozhodnout utkat. Společně jej porazí a tím osvobodí sebe a ostatní hráče ze hry.
Jakmile se však Kirito vrátí do svého světa, zjišťuje, že je Asuna a dalších 299 hráčů stále uvězněno ve svých NerveGearech. Při návštěvě Asuny v nemocnici potkává jejího otce, Šóza Júkiho, na kterého naléhá jeho spolupracovník, Nobujuki Sugó. Sugó později odlahuje, že chtěl znát Júkiho rozhodnutí ve věci svého manželství s Asunou, což Kirita rozčílí. O několik měsíců později je Kirito kontaktován Agilem, jedním z přeživších SAO, který mu říká, že postava podobná Asuně byla spatřena na stromě „The World Tree“ v dalším VRMMORPG, tentokrát zvaném Alfheim Online (ALO). Ve hře mu pomáhá jeho sestřenice Suguha „Leafa“ Kirigaja a Jui, víla, která pochází ze SAO. Brzy po připojení zjišťuje, že uvěznění hráči v ALO jsou oběťmi nelegálního experimentu s jejich myslemi, který na nich vykonává Sugó. Jeho cílem je vytvořit perfektní technologii ovládání mysli a zpeněžit ji; také chce ovládnout Asunu, se kterou se ve skutečném světě plánuje oženit, aby mohl získat moc v její rodinné společnosti. Kiritovi se daří Sugóvi plány zmařit: zastavit experiment a zachránit všech 300 uvězněných hráčů. Před odchodem z ALO, aby navštívil Asunu, mu Kajaba, který za cenu svého života nahrál svou mysl na internet pomocí experimentální a vysoce výkonné verze NerveGearu, předává The Seed – program, s jehož pomocí je možné vytvářet virtuální světy. Kirito se nakonec ve skutečném světě potkává s Asunou. The Seed je zveřejněn na internetu, čím se oživuje Aincrad a jiné VRMMORPG.
Rok po událostech SAO je Kirito požádán vládou, aby se ve VR zúčastnil oficiálního vyšetřování tragických událostí, při kterých umírají hráči po zastřelení určitou pistolí i v reálném životě. Kirito žádost přijímá a s pomocí AmuSphere (nástupce NerveGearu) se vydává do VRMMORPG pojmenovaného Gun Gale Online (GGO) vyřešit případ a odhalit hráče zvaného Death Gun. Ve hře mu pomáhá hráčka jménem Šino „Sinon“ Asada. Kirito se účastní turnaje ve střelbě Bullet of Bullets (BoB) a odhaluje, že za vraždami stojí hráči ze SAO, kteří tam byli členy cechu, jenž vraždil ostatní hráče. Nakonec se mu společně se Sinon podaří zajmout dva podezřelé, třetí z nich, Johnny Black, však utíká.
Kirito je později požádán, zda nechce otestovat experimentální zařízení Soul Translator (STL), jež má mnohem realističtější a komplexnější rozhraní než zařízení předešlých her, a podílet se na vývoji umělé inteligence pro RATH, výzkumnou organizaci zřízenou ministerstvem obrany (MOD z Ministry of Defense), jež je nazývána A.L.I.C.E. Zařízení STL testuje vstupem do kyberprostoru virtuální reality jménem Underworld (UW), který byl vytvořen za pomocí programu The Seed. V něm plyne čas tisíckrát rychleji, než v reálném světě, a Kiritovi vzpomínky na to, co se ve virtuálním světě děje, jsou tak omezené. Poté, co Black přepadne a zraní Kirita s pomocí suxamethonium chloridu, se mu RATH snaží zachránit život a umísťují jej zpět do STL, aby zachovali jeho mysl. Během doby v Underworldu se spřátelí s Eugem, řezbářem v malé vesnici Rulid, se kterým se vydává na dobrodružství zachránit svou přítelkyni, Alici Zuberg. Ta byla zajata za neúmyslné porušení pravidla Církve axiom (Axiom Church), vládců Říše lidí (Human Empire), skupinou zkušených válečníků známých jako Rytíři integrity (Integrity Knights). Kirito s Eugem zjišťují, že je církev vedena ženou přezdívanou jako Administrator a že je válka mezi Říší lidí a Temným územím (Dark Territory) na spadnutí. Mezitím dochází ve skutečném světě ke střetu mezi americkými silami a RATHem, jehož podmořské zařízení Ocean Turtle Američané napadli, aby získali A.L.I.C.E. Dva z útočníků, Gabriel Miller a Vassago Cassals, převzali kontrolu nad dvěma postavami z Temného území a sjednotily obry, skřety, zlobry, orky, temné rytíře, temné mágy a pugilisty v jednu armádu, se kterou vyrazily proti lidem. Kiritovi se díky pomoci všech jeho přátel podaří útočníky a cizí hráče, které Vassago do Underworldu přivedl, zastavit a bezpečně dostat A.L.I.C.E. z Underworldu, která navíc získá fyzické tělo. Miller a Vassago jsou v průběhu finálních bojů zabiti.
O měsíc později jsou Kiritův účet a účty ostatních násilně přesunuty do nového VRMMORPG Unital Ring, které je vytvořeno ze všech předchozích prostředí, které kdy navštívili. Společně vyšetřují příčinu tohoto přesunu a potkávají známé tváře.

### Postavy
Následující seznam obsahuje výčet hlavních a vedlejších postav ze série Sword Art Online. Na konci řádku se pak nachází příběhový oblouk, ve kterém se postavy poprvé objevily.

#### Protagonisté
- Kirito (japonsky キリト) / Kazuto Kirigaja (japonsky 桐ヶ谷 和人, Kirigaja Kazuto), narozen jako Kazuto Narusaka (japonsky 鳴坂 和人, Narusaka Kazuto): Aincrad
- Asuna (japonsky アスナ) / Asuna Júki (japonsky 結城 明日奈, Júki Asuna): Aincrad
- Leafa (japonsky リーファ, Rífa) / Suguha Kirigaja (japonsky 桐ヶ谷直葉, Kirigaja Suguha): Fairy Dance
- Sinon (japonsky シノン, Šinon) / Šino Asada (japonsky 朝田 詩乃, Asada Šino): Phantom Bullet
- Jui (japonsky ユイ): Aincrad
- Klein (japonsky クライン, ''Kurain) / Rjótaró Cuboi (japonsky 壷井 遼太郎, Cuboi Rjótaró): Aincrad
- Agil (japonsky エギル, Egiru) / Andrew Gilbert Mills (japonsky アンドリュー・ギルバート・ミルズ, Andorjú Girubáto Miruzu): Aincrad
- Silica (japonsky シリカ, Širika) / Keiko Ajano (japonsky 綾野 珪子, Ajano Keiko): Aincrad
- Lisbeth (japonsky リズベット, Rizubetto) / Rika Šinozaki (japonsky 篠崎 里香, Šinozaki Rika): Aincrad
- Júki (japonsky ユウキ) / Júki Konno (japonsky 紺野 木綿季, Konno Júki): Mother's Rosario
- Chrysheight (japonsky クリスハイト, Kurisuhaito) / Seidžiró Kikuoka (japonsky 菊岡 誠二郎, Kikuoka Seidžiró): Fairy Dance
- Alice Zuberg (japonsky アリス・ツーベルク, Arisu Cúberuku): Alicization
- Eugeo (japonsky ユージオ, Júdžio): Alicization

#### Antagonisté
- Heathcliff (japonsky ヒースクリフ, Hísukurifu) / Akihiko Kajaba (japonsky 茅場 晶彦, Kajaba Akihiko): Aincrad
- PoH / Vassago Casals (japonsky ヴァサゴ カザルス, Vasago Kazarusu): Aincrad
- vílí král Oberon (japonsky オベイロン, Obeiron) / Nobujuki Sugó (japonsky 須郷 伸之, Sugó Nobujuki): Fairy Dance
- skupina Death Gun (japonsky 死銃, Desu Gan): Phantom Bullet
  - Johnny Black (japonsky ジョニー・ブラック, Džoní Burakku) / Acuši Kanamoto (japonsky 金本 敦, Kanamoto Acuši)
  - Spiegel (japonsky シュピーゲル, Šupígeru) / Kjódži Šinkawa (japonsky 新川 恭二, Šinkawa Kjódži)
  - XaXa (japonsky ザザ, Zaza) / Šóiči Šinkawa (japonsky 新川 昌一, Šinkawa Šóiči) / dalšími přezdívkami: Sterben (japonsky ステルベン, Suteruben) / Red-Eyed XaXa (japonsky 赤眼のザザ, Akame no ZaZa)
- Thrym (japonsky スリュム, Surjumu): Fairy Dance
- Quinella (japonsky クィネラ, Kwinera) / Administrator (japonsky アドミニストレータ, Adominisutoréta): Alicization
- Subtilizer (japonsky 魂を盗む者, Satoraizá) / Vector (japonsky ベクタ, Bekuta) / Gabriel Miller (japonsky ガブリエル・ミラー, Gaburieru Mirá): Phantom Bullet

## Publikace
Reki Kawahara začal psát první svazek v roce 2001, aby se roku 2002 zúčastnil literární soutěže vydavatele ASCII Media Works s názvem Dengeki gému šósecu taišó (japonsky 電撃ゲーム小説大賞; nyní Dengeki šósecu taišó), která je určena pro začínající autory. Soutěže se nakonec nezúčastnil, protože překročil povolený počet stran. Místo toho knihu publikoval na svém webu pod pseudonymem Fumio Kunori. Postupem času napsal další tři příběhové oblouky a několik krátkých povídek, které byly později, jako byl první příběhový oblouk Aincrad, přepsány a vydány ve formě light novel. V roce 2008 se opět zúčastnil soutěže, tentokrát však s dílem Accel World, se kterým nakonec hlavní cenu získal. Nakladatelství ASCII Media Works mu nabídlo, že mu bude publikovat nejen light novely ze série Accel World, avšak i jeho prvotní dílo Sword Art Online. Kawahara nabídku přijal a stáhl publikovaný materiál ze svého webu.
Na otázku, zdali vytvořil protagonistu Kirita a jeho osobnost a charakter podle sebe, Kawahara odpověděl, že obvykle nevkládá své vlastnosti a rysy do svých postav. Vtipně dodal: „Ale pokud bych měl říci, že máme s Kiritem něco společného, byla by to skutečnost, že nejsme dobří ve vytváření skupin. Oba máme tendenci hrát v těchto videohrách sólově.“ Poznamenal, že ženské postavy, které se v příběhu vyskytují, nebyly založeny na nikom, koho znal ve skutečném světě. Řekl: „Obvykle nevytvářím postavu, prostředí nebo cokoliv před tím, než začnu psát. Během psaní příběhu se z dívek stane to, čím jsou nyní. Takže nějakým způsobem, sám přesně nevím, ale nějakým způsobem mé podprahové myšlenky a skryté emoce vytváří postavy, aby byly silné a schopné.“ Doplnil, že sérii nepíše, aby přirovnal online hraní videoher k sociální nemoci nebo útěku od skutečného světa. Spíše se ve svých knihách snaží videohry ukázat v dobrém světě. Kawahara také poznamenal, že postava Asuny mohla být vytvořena příliš dokonale.

## Média

### Light novely
Kawahara začal s ilustrátorem abecou pracovat na sérii light novel poté, co mu byla přijata žádost o vydání Sword Art Online. První svazek byl vydán 10. dubna 2009 a zatím poslední 25. svazek 10. prosince 2020. Prvních osm svazků light novel se zaměřuje na příběhové oblouky světů Sword Art Online, Alfheim Online a Gun Gale Online. Příběhový oblouk Alicization pokrývá svazky číslo 9 až 18, přičemž svazky 19 a 20 vypráví vedlejší příběh s názvem Moon Cradle. Kawahara uvedl, že plánuje napsat „další velký příběhový oblouk“ s názvem Sword Art Online: Unital Ring, který „se vrátí zpět do skutečného světa“ a nebude vycházet z původního internetového románu. Příběhový oblouk Unital Ring započal ve 21. svazku, který byl vydán 7. prosince 2018 v Japonsku.
Kawahara je také autorem série Sword Art Online: Progressive, která převypravuje Kiritova dobrodružství na prvních patrech Aincradu. První svazek byl vydán 10. října 2012 a zatím poslední osmý svazek 10. června 2021. První díl spin-offové série light novel s názvem Sword Art Online Alternative: Gun Gale Online vycházející ze Sword Art Online byl vydán 10. prosince 2014 nakladatelstvím ASCII Media Works. Píše jej Keiiči Sigsawa a ilustruje Kóhaku Kuroboši. Původní 100stránkový prequelový román, jenž se nazývá Hopeful Chant a příběhově předchází filmu Sword Art Online The Movie: Ordinal Scale, byl napsán Kawaharou pro ty osoby, které v Japonsku sledovaly film mezi 4. a 10. březnem 2017.
Yen Press na svém panelu na anime konvenci Japan Expo USA oznámil, že odkoupil práva na vydávání light novel. První svazek vydal v anglickém jazyce 22. dubna 2014. Yen Press později oznámil, že také odkoupil práva vedlejší série Sword Art Online: Progressive, jejíž první svazek vydal 24. března 2015. Light novely jsou dále publikovány v Číně, Tchaj-wanu, Jižní Koreji, Thajsku, Vietnamu, Francii, Německu, Itálii, Rakousku, Švýcarku a dalších zemích.
Kawahara napsal řadu dódžinši pod svým pseudonymem Fumio Kunori pojmenovaných Sword Art Online Material Edition (ソードアート・オンライン・マテリアル・エディション'). Zatím poslední 29. svazek těchto dódžinši byl vydán 12. května 2019. Material Edition: Assemblage je 80stránkovou sbírkou některých ze svazků a byla vydána 13. února 2011. Dne 6. září 2019 vyšla podobná sbírka Material Edition: Remix. Kawahara také napsal ve spolupráci s Kuruem Tacujou z ponz.info několik dalších dódžinši, jako jsou Lisbeth Edition, Silica Edition a Pina Edition. Díky zapojení Kawahary do procesu výroby těchto dódžinši a detailnějšímu popisu postav z původní série se staly úspěšnými.

#### Seznam svazků
| Č. | Název                                      | Datum vydání      | ISBN              |
| -- | ------------------------------------------ | ----------------- | ----------------- |
| 1  | Sword Art Online 1: Aincrad                | 10. dubna 2009    | 978-4-04-867760-8 |
| 2  | Sword Art Online 2: Aincrad                | 10. srpna 2009    | 978-4-04-867935-0 |
| 3  | Sword Art Online 3: Fairy Dance            | 10. prosince 2009 | 978-4-04-868193-3 |
| 4  | Sword Art Online 4: Fairy Dance            | 10. dubna 2010    | 978-4-04-868452-1 |
| 5  | Sword Art Online 5: Phantom Bullet         | 10. srpna 2010    | 978-4-04-868763-8 |
| 6  | Sword Art Online 5: Phantom Bullet         | 10. prosince 2010 | 978-4-04-870132-7 |
| 7  | Sword Art Online 7: Mother's Rosario       | 10. dubna 2011    | 978-4-04-870431-1 |
| 8  | Sword Art Online 8: Early and Late         | 10. srpna 2011    | 978-4-04-870733-6 |
| 9  | Sword Art Online 9: Alicization Beginning  | 10. února 2012    | 978-4-04-886271-4 |
| 10 | Sword Art Online 10: Alicization Running   | 10. července 2012 | 978-4-04-886697-2 |
| 11 | Sword Art Online 11: Alicization Turning   | 10. prosince 2012 | 978-4-04-891157-3 |
| 12 | Sword Art Online 12: Alicization Rising    | 10. dubna 2013    | 978-4-04-891529-8 |
| 13 | Sword Art Online 13: Alicization Dividing  | 10. srpna 2013    | 978-4-04-891757-5 |
| 14 | Sword Art Online 14: Alicization Uniting   | 10. dubna 2014    | 978-4-04-866505-6 |
| 15 | Sword Art Online 15: Alicization Invading  | 9. srpna 2014     | 978-4-04-866775-3 |
| 16 | Sword Art Online 16: Alicization Exploding | 8. srpna 2015     | 978-4-04-865307-7 |
| 17 | Sword Art Online 17: Alicization Awakening | 10. dubna 2016    | 978-4-04-865883-6 |
| 18 | Sword Art Online 18: Alicization Lasting   | 10. srpna 2016    | 978-4-04-892250-0 |
| 19 | Sword Art Online 19: Moon Cradle           | 10. února 2017    | 978-4-04-892668-3 |
| 20 | Sword Art Online 20: Moon Cradle           | 8. září 2017      | 978-4-04-893283-7 |
| 21 | Sword Art Online 21: Unital Ring I         | 7. prosince 2018  | 978-4-04-912211-4 |
| 22 | Sword Art Online 22: Kiss and Fly          | 10. října 2019    | 978-4-04-912675-4 |
| 23 | Sword Art Online 23: Unital Ring II        | 10. prosince 2019 | 978-4-04-912891-8 |
| 24 | Sword Art Online 23: Unital Ring III       | 9. května 2020    | 978-4-04-913155-0 |
| 25 | Sword Art Online 23: Unital Ring IV        | 10. prosince 2020 | 978-4-04-913531-2 |

| Č. | Název                           | Datum vydání      | ISBN               |
| -- | ------------------------------- | ----------------- | ------------------ |
| 1  | Sword Art Online: Progressive 1 | 10. října 2012    | 978-4-04-886977-5  |
| 2  | Sword Art Online: Progressive 2 | 10. prosince 2013 | 978-4-04-866163-8  |
| 3  | Sword Art Online: Progressive 3 | 10. prosince 2014 | 978-4-04-869096-6  |
| 4  | Sword Art Online: Progressive 4 | 10. prosince 2015 | 978-0-31-654542-6  |
| 5  | Sword Art Online: Progressive 5 | 10. února 2018    | 978-4-0-48-93613-2 |
| 6  | Sword Art Online: Progressive 6 | 10. května 2018   | 978-4-0-48-93797-9 |
| 7  | Sword Art Online: Progressive 7 | 10. března 2021   | 978-4-0-49-13677-7 |

| Č. | Název                                           | Datum vydání      | ISBN              |
| -- | ----------------------------------------------- | ----------------- | ----------------- |
| 1  | Sword Art Online Alternative: Clover's Regret 1 | 10. prosince 2016 | 978-4-04-892487-0 |
| 2  | Sword Art Online Alternative: Clover's Regret 2 | 10. ledna 2018    | 978-4-04-893594-4 |
| 3  | Sword Art Online Alternative: Clover's Regret 3 | 10. srpna 2018    | 978-4-04-893971-3 |

### Mangy
Dohromady bylo podle série vytvořeno deset mang, které napsal Reki Kawahara a vydalo nakladatelství ASCII Media Works. Manga Sword Art Online: Aincrad (ソードアート・オンライン アインクラッド, Sódo Áto Onrain Ainkuraddo) ilustrovaná Tamakem Nakamurou byla serializována v časopisu Dengeki Bunko Magazine mezi zářím 2010 a květnem 2012. Dne 27. září 2012 byly vydána dva svazky mangy. Komediální čtyř panelová manga s názvem Sword Art Online. (そーどあーと☆おんらいん。, Sódo Áto Onrain.), ilustrovaná Džúsei Minami, započala serializaci v září 2010 v čísle Dengeki Bunko Magazine. První svazek byl vydán 27. září 2012 a třetí 27. června 2014. Třetí manga pojmenovaná Sword Art Online: Fairy Dance (ソードアート・オンライン フェアリィ・ダンス, Sódo Áto Onrain Fearji dansu), ilustrovaná Hazukim Cubasou, započala serializaci v květnu 2012 v čísle Dengeki Bunko Magazine. Její první svazek byl vydán 27. září 2012 a třetí 27. června 2014. Mangy Aincrad a Fairy Dance jsou v Severní Americe licencovány společností Yen Press. První svazek série Aincrad byl v anglickém překladu vydán 25. března 2014.
Spin-offová manga zaměřující se na Lisbeth, Silicu a Leafu s názvem Sword Art Online: Girls Ops (ソードアート・オンライン ガールズ・オプス, Sódo Áto Onrain Gáruzu Opusu), ilustrovaná Neko Nekobjó, započala serializaci v červenci 2013 v čísle časopisu Dengeki Bunko Magazine. Po publikaci finálního svazku časopisu Dengeki Bunko Magazine v dubnu 2020 se vydávání mangy přesunulo na webové stránky DenPlay Comic. V listopadu 2014 licencoval Yen Press sérii Girls Ops a její první svazek byl publikován 19. května 2015. Manga adaptace série Sword Art Online: Progressive, ilustrovaná Kisekim Himurou, započala serializaci v srpnu 2013 v časopise Dengeki G's Magazine. Serializaci skončila v květnu 2014 a její vydávání se přesunulo do časopisu Dengeki G's Comic, počínaje jeho číslem v červnu 2014. Manga Progressive byla licencována Yen Pressem a první dva svazky byly vydány v lednu a dubnu 2015.
První kapitola šesté mangy, která se jmenuje Sword Art Online: Phantom Bullet (ソードアート・オンライン ファントム・バレット, Sódo Áto Onrain Fantomu Baretto), ilustrovaná Kótarim Jamadou, byla serializována v časopisu Dengeki Bunko Magazine. Následující kapitoly však byly serializovány digitálně na webových stránkách Comic Walker společnosti Kadokawa. Sedmá manga s názvem Sword Art Online: Calibur (ソードアート・オンライン キャリバー, Sódo Áto Onrain Kjaribá), ilustrovaná Ší Kijadou, byla serializována v časopise Dengeki G's Comic mezi zářím 2014 a červencem 2015. Manga byla vydána v jednom svazku 10. srpna 2015. Osmá manga pojmenovaná Sword Art Online: Mother's Rosario (ソードアート・オンライン マザーズ・ロザリオ, Sódo Áto Onrain Mazázu Rozario), ilustrovaná Cubasou, je založena na sedmém svazku série light novel. Započala serializaci v červenci 2014 v čísle časopisu Dengeki Bunko Magazine. Devátá manga od ilustrátora Tamoriho Tadadi je adaptací série Sword Art Online Alternative: Gun Gale Online. Svou serializaci započala v listopadu 2015 v časopisu Dengeki maó.
Desátá manga s názvem Sword Art Online: Project Alicization (ソードアート・オンライン プロジェクト・アリシゼーション, Sódo Áto Onrain Purojekuto Arišizéšon), ilustrovaná Kótarim Jamadou, je založena na příběhovém oblouku Alicization série light novel. Započala serializaci v září 2016 v časopisu Dengeki Bunko Magazine. Kvůli ukončení časopisu Dengeki Bunko Magazine pokračuje publikace mangy na webové stránce DenPlay Comic.

### Anime
Anime adaptace Sword Art Online byla oznámena v roce 2011 na festivalu Dengeki Bunko Autumn Festival spolu s další dílem série light novel Accel World od Rekiho Kawahary. Anime je produkováno společnostmi Aniplex a Genco, animováno studiem A-1 Pictures a režírováno Tomohiko Itóem. Hudbu skládá Juki Kadžiura. První řada seriálu byla premiérově vysílána od 7. července do 22. prosince 2012 na stanicích Tokyo MX, tvk, TV Saitama, TV Aiči, RKB, HBC a MBS a později i na stanicích AT-X, Čiba TV a BS11. Byla také zveřejněna na streamovacích službách Crunchyroll a Hulu. Řada adaptuje děj prvních čtyř dílů light novel a částečně i osmého dílu.
Anime bylo v Severní Americe licencováno společností Aniplex of America a první řada byla v anglickém dabingu premiérově vysílána od 27. července 2013 do 15. února 2014 v programovém bloku Toonami Adult Swimu. Aniplex of America vydalo první řadu mezi 13. srpnem a 19. listopadem 2013 na čtyřech DVD a sadách Blu-ray, na kterých byly zahrnuty i speciální epizody (extras). Manga Entertainment vydalo první řadu na Blu-ray a DVD ve Spojeném království v prosinci 2013. Madman Entertainment vydalo první řadu v Austrálii a první řada v anglickém dabingu začala být vysílána 7. června 2014 na stanici ABC3. Sword Art Online je dostupné od 15. března 2014 v Severní Americe na Netflixu.
Dne 31. prosince 2013 byl odvysílán dvouhodinový silvestrovský speciál s názvem Sword Art Online Extra Edition, který rekapituloval první řadu a objevilo se v něm také několik nových záběrů. Extra Edition byl streamován celosvětově a po několika hodinách měl premiéru i v Japonsku. Speciál byl celosvětově zveřejněn také na webu Daisuki mimo francouzsky mluvících zemí, Číny a Koreje. Daisuki nabídlo titulky v několika jazycích, jako je angličtina, španělština, portugalština, italština a němčina. Anglicky mluvící země, Mexiko, Střední a Latinská Amerika mohly speciál sledovat také na službě Crunchyroll. Extra Edition byl souběžné vysílán v Koreji na kabelové televizi Aniplus a v Číně na streamovacím webu LeTV. Francouzsky mluvící země mohly speciál sledovat na stránkách streamovací služby Wakanim. Extra Edition byl vydán na discích Blu-ray a DVD dne 23. dubna 2014 v Japonsku. Limitovaná editace obsahovala charakterovou píseň s postavou Jui s názvem „Heart Sweet Heart“ od Kanae Itó a pvůodní vedlejší příbeh napsaný Kawaharou pojmenovaný Sword Art Online Rainbow Bridge (ソードアート・オンライン 虹の橋, Sword Art Online nidži no haši).
Na konci speciálního dílu byla potvrzena druhá řada seriálu s názvem Sword Art Online II. Byla premiérově vysílána od 5. července 2014 do 20. prosince 2014. Prvních 14 dílů druhé řady adaptuje light novely číslo pět a šest, jež zahrnují příběhový oblouk Phantom Bullet. Díly 15 až 16 adaptují příběhový oblouk Calibur z osmého dílu light novely a epizody 18 až 24 adaptují příběhový oblouk sedmé light novely Mother's Rosario. Mezi 29. červnem a 4. červencem 2014 došlo ve Spojených státech, Francii, Německu, Hongkongu, Tchaj-wanu, Koreji a Japonsku k premiérové projekci druhé řady. Na anime konvenci Katsucon bylo oznámeno, že druhá řada bude v anglickém znění vysílána od 28. března 2015 na Toonami.
Animovaný film Sword Art Online The Movie: Ordinal Scale, který se zaměřuje na původní příběh od Kawaharyho, jehož události se odehrávají po seriálu Sword Art Online II, měl premiéru 18. února 2017 v Japonsku a jihovýchodní Asii. Do amerických kin byl uveden 9. března 2017.
V roce 2017 došlo k oznámení třetí řady seriálu s názvem Sword Art Online: Alicization a anime spin-offu Sword Art Online Alternative: Gun Gale Online. Sword Art Online Alternative: Gun Gale Online, animovaný studiem 3Hz, měl premiéru v dubnu 2018. Sword Art Online: Alicization byl premiérově vysílán od 6. října 2018 do 30. března 2019. Dne 15. září 2018 se v Japonsku, Spojených státech, Austrálii, Francii, Německu, Rusku a Jižní Koreji uskutečnila celosvětová hodinová premiéra řady. Anglický dabing třetí řady měl premiéru 9. února 2019 na Toonami. Řada měla být původně vysílána ve čtyřech televizních obdobích a adaptovat příběh od devátého svazku light novely Alicization Beginning do osmnáctého svazku Alicization Lasting. Nicméně první část řady skončila 24. dílem dne 30. března 2019 a dokončila tak příběh do čtrnáctého svazku Alicization Uniting. Druhá část s názvem War of Underworld měla premiéru 12. října 2019, přičemž její druhá polovina měla pokračovat ve vysílání v dubnu 2020. Nicméně byla kvůli probíhající pandemii covidu-19 přesunuta na 11. červenec 2020 a byla vysílána do 19. září 2020.
Po odvysílání finálního dílů třetí řady byla ohlášena anime adaptace série light novel Sword Art Online: Progressive. Jedná se o film Sword Art Online: Progressive the Movie – Hoši naki joru no Aria, který by měl mít premiéru na konci roku 2021. Inori Minase v něm namluví novou postavu Mito. Režisérkou se stala Ajako Kóno, postavy navrhl Kento Toja a hudbu opět složila Juki Kadžiura. Producentem filmu je jako v případě seriálů studio A-1 Pictures.

#### Hudba
Juki Kadžiura složila hudbu k první a druhé řadě anime Sword Art Online. Soundtrack první řady byl později vydán v limitované edici čtvrtého a sedmého dílu Blu-ray a DVD. První svazek soundtracku druhé řady byl vydán jakou součást limitované editace třetího a sedmého dílu Blu-ray a DVD.
Úvodní znělkou prvních čtrnácti dílů je skladba „Crossing Field“ od zpěvačky LiSA a závěrečnou znělkou je „Jume sekai“ (ユメセカイ) od Haruky Tomacu. Od patnácté epizody tvoří úvodní scénu píseň „Innocence“ od zpěvačky Eir Aoi a závěrečnou scénu pak píseň „Overfly“ od Luny Haruny. Hlavní hudební znělku speciální dílu Sword Art Online: Extra Edition „Nidži no oto“ (虹の音) nazpívala Aoi.
V úvodu prvních čtrnácti dílů druhé řady hraje skladba „Ignite“ od Aoi a na jejich konci pak píseň „Startear“ od Haruny. Úvodní znělkou zbylých dílů je „Courage“ Tomacu a závěrečnou znělkou dílů patnáct až sedmnáct je „No More Time Machine“ od LiSA. V závěrečných titulcích zbylých dílů druhé řady hraje píseň „Širuši“ (シルシ) od LiSA. Skladba „Catch the Moment“ zpěvačky LiSA je použita jako hlavní hudební znělka filmu Sword Art Online: Ordinal Scale.
První úvodní hudební znělkou třetí řady je „Adamas“ od zpěvačky LiSA a první závěrečnou hudební znělkou je skladba „Iris“ (アイリス) od Aoi. Druhá hudební znělka je tvořena písní „Resister“ od Ascy a druhá závěrečná znělka pak písní „Forget-me-not“ od ReoNy, která v devatenácté epizodě nazpívala také „Nidži no kanata ni“ (虹の彼方に).
V úvodní scéně druhé části třetí řady hraje skladba „Resolution“ zpěvačky Tomacu, v závěrečné pak „unlasting“ od LiSA. Druhou úvodní znělku posledních dílů řady, celkově čtvrtou, která se jmenuje „Anima“, nazpívala ReoNA a zpěvačka Aoi je autorkou druhé závěrečné znělky „I will“.
Množství charakterových písní bylo zahrnuto ve svazcích Blu-ray a DVD vydaného anime. Později byly zkompletovány do dvou samostatných alb: Sword Art Online Song Collection, které obsahovalo charakterové písně ze svazků první řady, bylo vydáno 27. srpna 2014 a Sword Art Online Song Collection II, které obsahovalo charakterové písně ze svazků druhé řady, bylo vydáno 22. března 2017.

### Videohry
Na panelu festivalu Dengeki Bunko Autumn Festival v roce 2011 bylo odhaleno, že série light novel spisovatele Reky Kawahariho dostane videoherní adaptaci. První videoherní adaptace Sword Art Online s názvem Sword Art Online: Infinity Moment (ソードアート・オンライン -インフィニティ・モーメント-, Sódo Áto Onrain: Infiniti Mómento) byla vydána společností Namco Bandai Games pro platformu PlayStation Portable. Videohra sleduje alternativní příběh, ve kterém zůstanou Kirito a ostatní hráči ve hře i po porážce Heathcliffa kvůli způsobené chybě. Hráči z ostatních VMMORPG, jako je Leafa a Sinon, jsou vtaženi do hry. Videohra byla vydána 24. března 2013 v běžné a limitované edici.
Sword Art Online: Hollow Fragment je videohra pro platformu PlayStation Vita, která byla na japonský trh uvedena 24. dubna 2014. Sword Art Online: Hollow Fragment se odehrává v alternativní příběhové linii jako hra Sword Art Online: Infinity Moment, ze které přebírá všechny patra připravené na vyčištění od nepřátel („Floor Clearing“). Zároveň obsahuje novou lokaci na prozkoumání „Hollow Area“ nacházející se v Aincradu. Protagonista Kirito zkříží meče se záhadným hráčem, který je jednou z klíčových postav ve hře. Videohra prodala v Japonsku během prvního týdne 145 029 fyzických kopií a stala se tak nejprodávanější hrou daného týdne. Hra byla vydána také na Tchaj-wanu společností Namco Bandai Games Taiwan s čínskými a anglickými titulky. V Severní Americe, Evropě a Austrálii byla vydána v srpnu 2014.
Třetí videohru vytvořila společnost Artdink. Byla vydána v Japonsku pod názvem Sword Art Online: Lost Song dne 26. března 2015 na platformy PlayStation 3 a PlayStation Vita. Anglická verze hry byla vydána v Asii. V říjnu 2014 bylo producentem hry odhaleno, že se jedná o akční RPG s původní příběhovou linií. Je zasazeno ve světě Alfheim Online, kde postavy mohou létat. Videohra prodala během prvního týdne v Japonsku na PlayStation Vita 139 298 fyzických kopií a dalších 55 090 kopií na PlayStation 3. Umístila se tak na druhé a šesté místo nejprodávanějších her daného týdne, přičemž ji těsně předčila hra Bloodborne.
Čtvrtá videohra pojmenovaná Sword Art Online: Hollow Realization byla vydána v Japonsku na PS4, PS Vita a Microsoft Windows 27. října 2016. Celosvětově byla uvedena 8. listopadu 2016 na PS4 a PS Vita.
Hra na sociální síti s názvem Sword Art Online: End World byla v Japonsku vydána pro budoucí mobilní telefony a smartphony 28. února 2013. V době jejího vydání na ni bylo zaregistrováno více než milion uživatelů. Provoz hry byl ukončen v září 2017. Další freemium hra na platformy Android a iOS pojmenovaná Sword Art Online: Code Register byla spuštěna v roce 2014. Hru si stáhly více než 3 miliony lidí. Webová hra Sword Art Online: Progress Link byla vytvořena pro sociální platformu Mobage. Vydání se dočkala na smartphonech 10. února 2015. Dne 29. července 2016 byl ukončen její provoz.
Kirito, Asuna, Leafa, Yuuki a protagonista LLENN z SAO Alternative: Gun Gale Online se objevili v bojové hře Dengeki Bunko: Fighting Climax. Vydala ji společnost Sega a účinkují v ní i další postavy z děl vydaných pod značkou Dengeki Bunko. Ve webové hře Sword Art Quest a jejím pokračováním na smartphony pojmenovaném Sword Art Quest II jsou hráčům k dispozici vylepšení jejich postav, za které získávají odměny. Existuje také placena hra na Androidy SAO -Log Out-, ve které hráči hrají za postavy ze série a mohou získat tapety (wallpapers).
Masivní multiplayerová online hra ve virtuální realitě (VRMMOG) byla ve vývoji společnostmi Kadokawa a IBM Japan. Později se však ukázalo, že se nejedná o plnou hru, ale pouze o demoverzi.
V roce 2016 bylo oznámeno akční RPG Accel World vs. Sword Art Online: Millennium Twilight. Videohra je crossoverem se sérii Accel World. Byla vydána společností Bandai Namco Entertainment na PlayStation 4, PlayStation Vita, a Windows prostřednictvím Steamu a západnímu publiku 7. července 2017.
The Black Swordsman (黒衣剣士|黑衣剑士) je čínská 3D hra na hrdiny, ve které hráči ovládají 3D postavy a hrají ve světech Sword Art Online, ALfheim Online a Gun Gale Online. Vytvořilo ji studio Yun Chang Game pod dohledem Bandai Namco. Videohra je na čínských platformách distribuována a spravována společnostmi Bandai Namco Shanghai, Bandai Namco Entertainment a Qihoo 360. Byla vydána 26. května 2016 na Androidu a 9. června 2016 na iOS.
Bandai Namco vydalo RPG Sword Art Online: Memory Defrag na operačních systémech Android a iOS v srpnu 2016. Mimo Japonsko bylo vydáno až 24. ledna 2017. Ve hře se objevuje obsah z anime seriálu Ordinal Scale a několik původních příběhů napsané pro postavy z událostí. Hráčům je dovoleno hrát samostatně a postupovat příběhem. Mohou se však spojit online a společně tak získávat speciální předměty, vybavení a materiály. Běžné události zahrnují hodnocené výzvy (ranked challenges) proti ostatním hráčům, čištění pater od nepřátel (floor clearing), představení postav a sezónní události. Hráči mohou ve hře použít skutečných peněz a urychlit jejich postup hrou.
Videohra, založená na spin-offu Gun Gale Online, s názvem Sword Art Online: Fatal Bullet byla vydána 23. února 2018 na PlayStation 4, Xbox One a Windows.
V říjnu 2018 vydalo Bandai Namco Entertainment mobilní hru Sword Art Online VR: Lovely Honey Days na zařízení s iOS a Android. První epizoda hry je free-to-play, přičemž další se musí zakoupit.
Dne 19. března 2019 byla v Japonsku vydána společností Bandai Namco na arkádových automatech hra Sword Art Online Arcade: Deep Explorer. Jedná se o průzkumné akční RPG, které lze hrát až ve třech hráčích v online kooperaci, a o první arkádu v sérii Sword Art Online.
V roce 2019 oznámilo Bandai Namco vývoj nové videohry Sword Art Online: Alicization Lycoris, jejíž příběh je zasazen v Underworldu projektu Alicization. Jedná se zároveň o první hru v sérii, která by měla věrně sledovat kanonický děj a adaptovat devátý svazek Alicization Beginning až osmnáctý svazek Alicization Lasting. Videohra byla vydána 9. července 2020 na PlayStation 4 a Xbox One a 10. července na Windows prostřednictvím Steamu. Původně měla být vydána už 21. května, kvůli pandemii covidu-19 však byla odložena.

### Hraný seriál
Sword Art Online je plánovaný americký hraný seriál adaptující sérii Sword Art Online. Dne 2. srpna 2016 bylo produkční společností Skydance Television oznámeno, že získala celosvětová práva na produkci hraného televizního seriálu, který bude adaptovat sérii light novel Sword Art Online od spisovatele Reki Kawahary. Na post scenáristy pilotního dílu byla najata Laeta Kalogridis, která na seriálu bude působit i jako výkonná producentka. Dalšími výkonnými producenty jsou David Ellison, CEO firmy Skydance, Dana Goldberg a Marcy Ross. Skydance uvedlo, že by rádo vydalo televizní seriál co nejdříve a při jeho premiéře pak publiku poskytlo i virtuální zážitek. V únoru 2018 bylo ohlášeno, že televizní práva byla prodána streamovací službě Netflix.

## Příjetí
Dle statistické společnosti Oricon bylo Sword Art Online nejprodávanější sérií light novel roku 2012, přičemž osm svazků série bylo mezi nejprodávanějšími light novelami. V hodnocení publikovaném v light novel průvodci Kono Light Novel ga sugoi! se série umístila na prvním místě v letech 2012 a 2013, v nejlepších pěti v letech 2011, 2014, 2015, 2016, 2017 a 2018 a v nejlepších deseti v roce 2019. V Japonsku bylo Sword Art Online v první polovině roku 2016 druhou nejprodávanější sérií light novel. Prodalo se 484 374 kopií. Sword Art Online: Progressive prodalo v témže období 321 535 kopií. K roku 2017 prodala série na celém světě přibližně 20 milionů výtisků.
Richard Eisenbeis z Kotaku vychvaluje Sword Art Online jako nejchytřejší seriál v posledních letech. Oceňuje jeho hluboké porozumění psychologickým rysům virtuální reality, které ovlivňují psychiku lidí, jeho sociologické pohledy na realistickou ekonomiku a společnost v žánru MMOG a schopnost scenáristů žonglovat s celou řadou žánrů. Eisenbeis upozornil zejména na romantický vztah mezi Kiritem a Asunou, který je „přesnou definicí toho, co je láska ve virtuálním světě.“ Nicméně v době psaní kritiky viděl pouze prvních 12 dílů. V druhé polovině chválí její vynikající využití zvratů a oceňuje dobře napsaného a uvěřitelného padoucha. Pociťuje však, že některé z pozitivních aspektů první poloviny byly v té druhé ztraceny. Například zaměření se na psychologické důsledky a sociální interakce, které lze reálně vidět v online hře. Kriticky se zaměřuje i na proměnu Asuny v slečnu v nouzi. Uvedl, že hlavní hrdinka silná jako ona byla „zredukována na nic jiného než na úkolový předmět, který loví hlavní hrdina.“ Eisenbeis uzavřel svoji kritiku s ohledem na dvě různé poloviny: „Obě však přinášejí radost pro to, co jsou.“